# 变形体 (物理学)
变形体是指在受到外力的作用下形状或体积会发生变化的物体。变形体上任意点的相对位置能够发生变化。与刚体相对。
变形体包括自然和人工的构筑物，其范围很广，大到地球，小到一个机械零件都可视为变行体。